# Gelbkopf-Peitschenschlange
Die Gelbkopf-Peitschenschlange (Demansia psammophis) ist eine Schlangenart aus der Familie der Giftnattern und zählt zur Gattung Demansia.

## Merkmale
Die Gelbkopf-Peitschenschlange besitzt einen schlanken Körperbau. Es wird eine Gesamtlänge zwischen 80 und 130 cm erreicht. Der Kopf ist länglich und setzt sich nur geringfügig vom Hals ab. Die relativ großen Augen besitzen eine bei Lichteinfall runde Pupille. Oberseits ist der Körper von 15 Reihen glatter Schuppen bedeckt (vor der Kloake zu 13 Reihen reduziert). Das Analschild (Scutum anale) ist geteilt. Der Körper weist eine variable Färbung auf. Rücken und Körper sind olivbraun bis grau gefärbt sowie einfarbig oder dunkel gefleckt. Zur hinteren Körperhälfte schlägt die Färbung in rotbraun um. Die Bauchseite ist gelb bis gelbgrün. Um die Augen zeichnet sich ein gelblicher Rand ab. Zwischen Auge und Mundwinkel ist ein kommaartiger, schwarzer Fleck erkenntlich.

### Giftapparat
Der Giftapparat besteht, wie für Giftnattern typisch, aus seitlich des Schädels befindlichen Giftdrüsen (spezialisierte Speicheldrüsen) und im vorderen Oberkiefer befindlichen, unbeweglichen Fangzähnen (proteroglyphe Zahnstellung). Über Pharmakologie und Zusammensetzung des Giftsekrets von Demansia psammophis ist wenig bekannt. Ein Giftbiss wird für gesunde Erwachsene als kaum gefährlich bewertet und geht zumeist mit Lokalsymptomen (Schmerz, Ödem) und diversen Allgemeinsymptomen einher.

## Unterarten
Es sind zwei Unterarten bekannt:
- Demansia psammophis cupreiceps Storr 1978
- Demansia psammophis psammophis (Schlegel, 1837)

Demansia reticulata ist weitestgehend als eigene Art anerkannt, wird jedoch in der Literatur teilweise noch als Unterart von Demansia psammophis aufgeführt.

## Verbreitung
Das Verbreitungsgebiet von Demansia psammophis erstreckt sich innerhalb Australiens über Areale in New South Wales, Northern Territory, Queensland, South Australia, Victoria und Western Australia. Sie fehlt im tropischen Norden Australiens sowie in montanen Regionen und Sümpfen. Darüber hinaus sind die besiedelten Habitate vielgestaltig und umfassen Küstenwälder, trockene und feuchte Hartlaubwälder, Savannen, Sandsteingebiete und Buschland mit teils aridem Klima. Die Art wird als nicht gefährdet betrachtet, die Populationsbestände sind stabil.

## Lebensweise

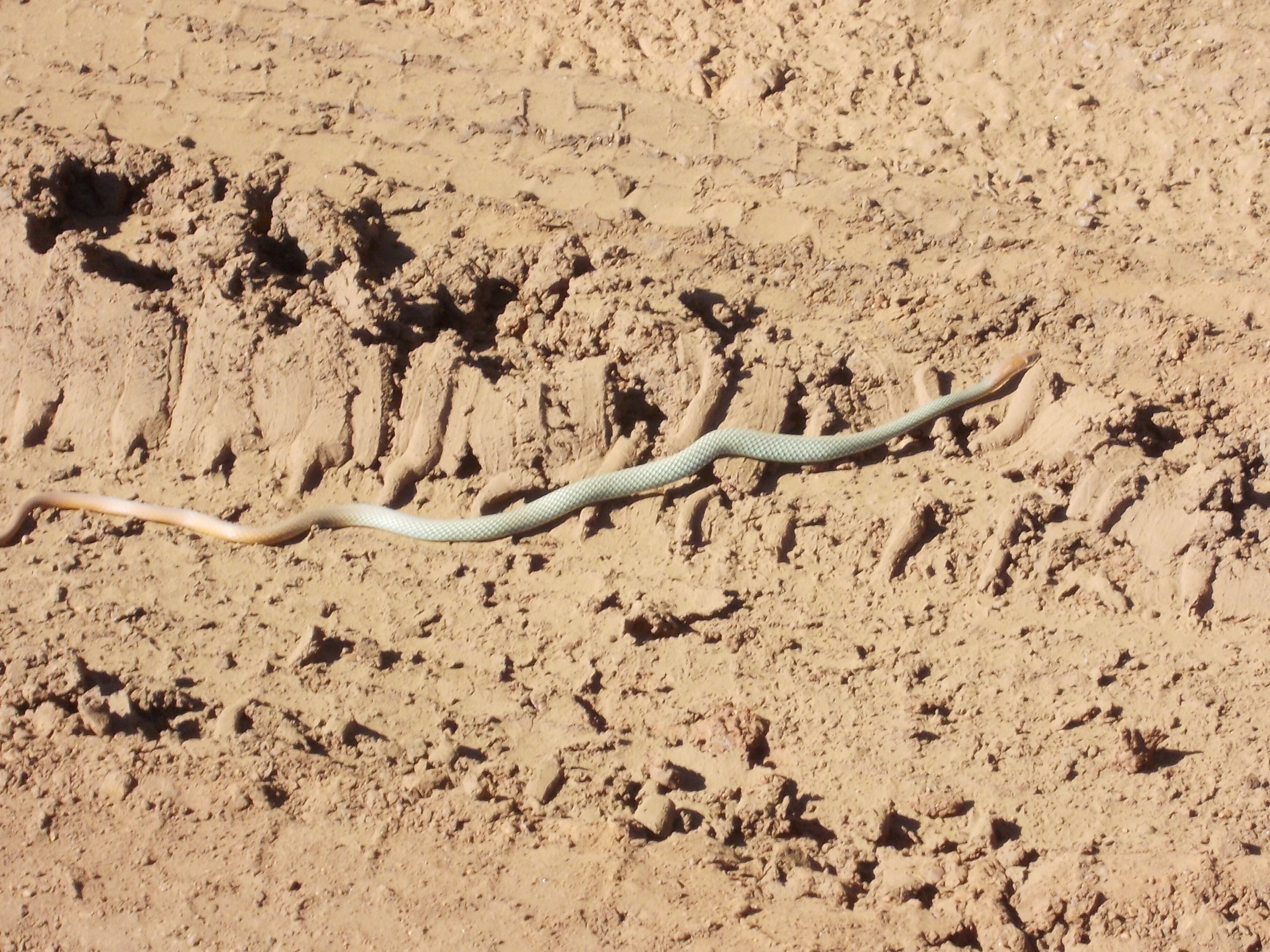
D. psammophis, in situ

Demansia psammophis führt eine weitestgehend bodenbewohnende sowie tagaktive Lebensweise und ist häufig unter flachen Steinen, Brettern, Blechen oder ähnlichem zu finden. Bei warmer Witterung kann sie regelmäßig im Freien beim Sonnenbaden oder auf Nahrungssuche beobachten. Zum Beutespektrum zählen in erster Linie Echsen. Teilweise werden jedoch auch andere Schlangen, Kleinsäuger, Vögel oder Froschlurche erbeutet. Beutetiere können schnell und wendig verfolgt werden. Demansia psammophis erreicht die Geschlechtsreife im Alter von etwa 20 Monaten. Die Paarung erfolgt im Frühling oder Sommer. Im Alter von etwa 24 Monaten legen die Weibchen erstmals ein Gelege an. Die Fortpflanzung erfolgt durch Oviparie, also eierlegend. Das Gelege umfasst 4 bis 9, im Durchschnitt 6 Eier. Es wurde berichtet, dass verschiedene Weibchen von Demansia psammophis ihr Gelege am selben Ort anlegen. So wurden südlich von Gympie zwischen fünf- und sechshundert Eier der Art auf einer Lichtung von 80 m2 gefunden. Die Eier befanden sich unter Gesteinsschutt in circa 30 bis 60 cm Tiefe. Jungschlangen messen beim Schlupf 15 bis 18 cm.

## Synonyme
Die wichtigsten Synonyme sind:
- Elaps psammophis Schlegel, 1837
- Pseudelaps psammophidius Duméril, Bibron & Duméril 1854
- Diemenia psammophis Boulenger 1896
- Demansia reticulata cupreiceps Storr 1978